# Sérénade KV 388/384a
La Sérénade no 12 en do mineur pour vents KV 388/384a, est une œuvre de Wolfgang Amadeus Mozart qui a été composée en 1782 ou  1783. Elle est parfois connue sous le nom de « Nachtmusik ». En quatre mouvements, elle introduit des gestes atypiques comme la tonalité mineure dans le premier mouvement et des procédés complexes, dont le contrepoint dans le troisième mouvement. 

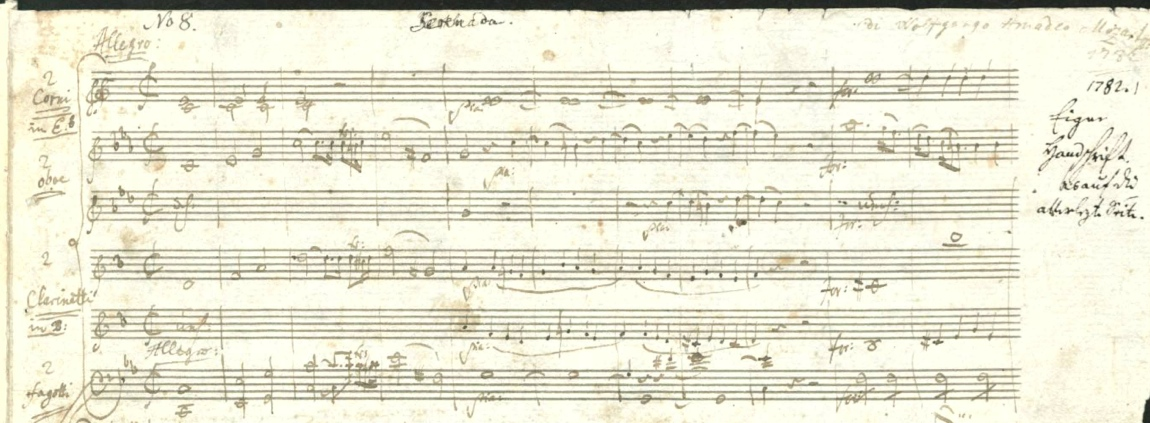
Partition autographe K388.

La partition autographe se trouve à la bibliothèque d'État de Berlin. En 1787, Mozart a transcrit cette œuvre pour quintette à cordes (quintette à cordes no 2 K. 406/516b).

## Histoire
L'étude des fugues de Bach et de Händel qui occupe intensivement Mozart à cette époque influence fortement et positivement la sérénade K.388 qui se dessine. En effet, cette œuvre s'éloigne de la manière dont la musique de divertissement était conçue jusqu'alors.
Dans la musique galante de Mozart, la complexité compositionnelle et structurelle et la légèreté formelle et mélodique avaient toujours coexisté ; dans K.388, la complexité est accentuée et rien n'est concédé à la légèreté, enfermant le tout dans un do mineur très éloigné de la tonalité habituelle des divertissements.
Même les mouvements semblent conduire la composition plus vers la symphonie viennoise que vers la sérénade classique. En fait, on ne trouve ni le deuxième menuet, ni un deuxième mouvement lent, ni une introduction modérée et un finale modéré (ou une marche) comme début et fin de la composition. Finalement, Mozart renonce aux traits typiques de la sérénade au profit d'un contenu musical qui oscille entre unissons agressifs et passages lyriques comme l'écrit le musicologue Hermann Abert. S'ouvre sur un forte de tous les instruments à l'unisson, une réponse contrastée, un long thème. On enchaîne ensuite avec des tendances syncopées, des septièmes inhabituelles, des passages harmoniques stridents pour conclure dans un calando n'est que légèrement plus accommodant. L' andante se joue dans la tonalité majeure relative (mi bémol majeur) à la tonalité principale. Les thèmes sont doux et les instruments dialoguent entre eux avec un échange continu d'idées. Dans le menuet prend forme la sagesse contrapuntique de Mozart mais aussi la capacité d'utiliser cette virtuosité constructive pour obtenir de ce tempo un résultat nouveau et éloigné du ton propre de la noble danse. Autrement dit Mozart est l'auteur, dans cette composition comme dans les symphonies n°25 K.183 et n°40 K.550, d'un menuet grave lorsqu'il n'est pas dramatique. Un thème avec variations caractérise l'allegro par lequel se termine la sérénade. Le compositeur maintient la tonalité dans toutes les variations sauf dans la quinte où cors et bassons jouent un motif, en mi bémol majeur, qui sera repris plus tard dans l'opéra Don Giovanni. C'est aux clarinettes qu'il revient de ramener le mouvement sur le chemin lugubre habituel de do mineur, qui se poursuit jusqu'à la septième variation. Ici, le thème est déformé au point de se perdre et de s'arrêter sur un point d'orgue. Mais la pièce ne s'arrête pas pour autant et le thème réapparaît dans le silence, cette fois dans la tonalité lumineuse de do majeur.
Il ne faut cependant pas l'interpréter comme un retour à l'espoir, mais plutôt comme un déguisement qui paraît radieux, mais qui cache en lui-même le chemin cahoteux et sombre qui existait jusqu'alors.

## Instrumentation
La sérénade est écrite pour 2 hautbois, 2 clarinettes en si bémol, 2 cors en mi bémol, et 2 bassons.

## Structure
La sérénade est composée de 4 mouvements:
1. Allegro, en do mineur, à , 2 sections répétées 2 fois (mesures 1 à 94, mesures 95 à 231), 231 mesures - partition
2. Andante, en mi bémol majeur, à 
, 106 mesures - partition
3. Menuetto in canone, en do mineur, à 
, avec un Trio « in canone al roverscio » en do majeur, 48+32 mesures - partition
4. Allegro, en do mineur (214 mesures) puis ut majeur, à 
, sections répétées 2 fois (mesures 1 à 8, mesures 9 à 16, mesures 17 à 24, mesures 25 à 32, mesures 33 à 40, mesures 41 à 48, mesures 49 à 56, mesures 57 à 64, mesures 96 à 112, mesures 113 à 136), 251 mesures - partition

- Durée de l'exécution : environ 28 minutes.